# Los Patios
Los Patios – miasto w Kolumbii, w departamencie Norte de Santander.